# 越前新保駅
越前新保駅（えちぜんしんぼえき）は、福井県福井市新保二丁目にある、えちぜん鉄道勝山永平寺線の駅である。駅番号はE5。

## 歴史
- 1916年（大正5年）4月11日：京都電燈越前電気鉄道の福井口駅 - 追分口駅間に、新保駅（しんぼえき）として駅開設[3]。なお、文献によっては同年4月17日を開業日とするものがある[4][5]。
- 1942年（昭和17年）3月2日：京福電気鉄道（京福）設立に伴い[6]、同社の越前線（後の越前本線）の駅となる[2]。
- 1951年（昭和26年）8月1日：駅名を越前新保駅に改称[5]。
- 1981年（昭和56年）8月1日：駅業務を委託化[5]。
- 2001年（平成13年）6月24日：列車正面衝突事故が発生（京福電気鉄道越前本線列車衝突事故）[7]。これに伴う全線運行休止により休業[8][9]。
- 2003年（平成15年）
  - 2月1日：京福がえちぜん鉄道に駅施設を譲渡[9]。同社の勝山永平寺線の駅となる[5]。
  - 7月20日：福井駅 - 永平寺口駅間の運行再開に伴い、営業再開[9]。

## 駅構造
島式ホーム1面2線の地上駅で、列車交換が可能となっている。また、電車は右側通行でホームに進入する。一部の時間帯を除き駅員が配置されている。
| のりば | 路線          | 方向 | 行先                              |
| ------ | ------------- | ---- | --------------------------------- |
| 1      | ■勝山永平寺線 | 下り | かつやま方面 (永平寺口・勝山方面) |
| 2      | ■勝山永平寺線 | 上り | ふくい方面 (福井方面)             |

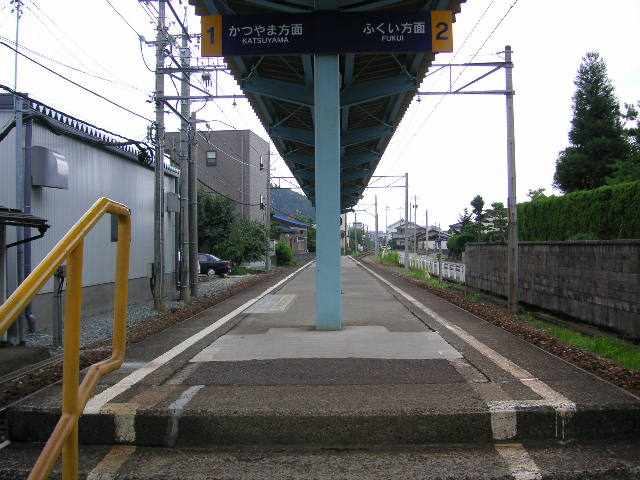
ホーム

## 利用状況
1日の平均乗降人員は以下のとおりである。
| 乗降人員推移 | 乗降人員推移 |
| 年度         | 1日平均人数  |
| ------------ | ------------ |
| 2011年       | 494          |
| 2012年       | 482          |
| 2013年       | 481          |
| 2014年       | 458          |
| 2015年       | 478          |
| 2016年       | 526          |
| 2017年       | 547          |
| 2018年       | 532          |

## 駅周辺
- 福井県立福井農林高等学校
- 福井循環器病院
- 福井愛育病院
- ドン・キホーテ 福井大和田店
- 国道8号
- 国道416号

### バス路線
新保・大和田巡回バス「あおぞらくん」は2024年（令和6年）1月3日 をもって運行終了し、廃止。

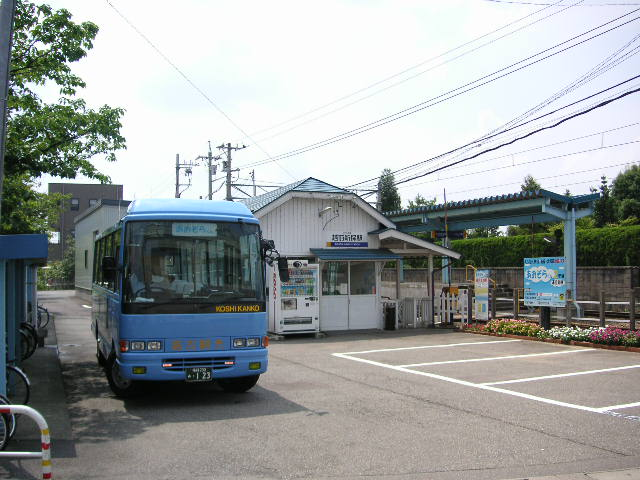
新保・大和田巡回バスあおぞらくん（旧車両）と駅舎
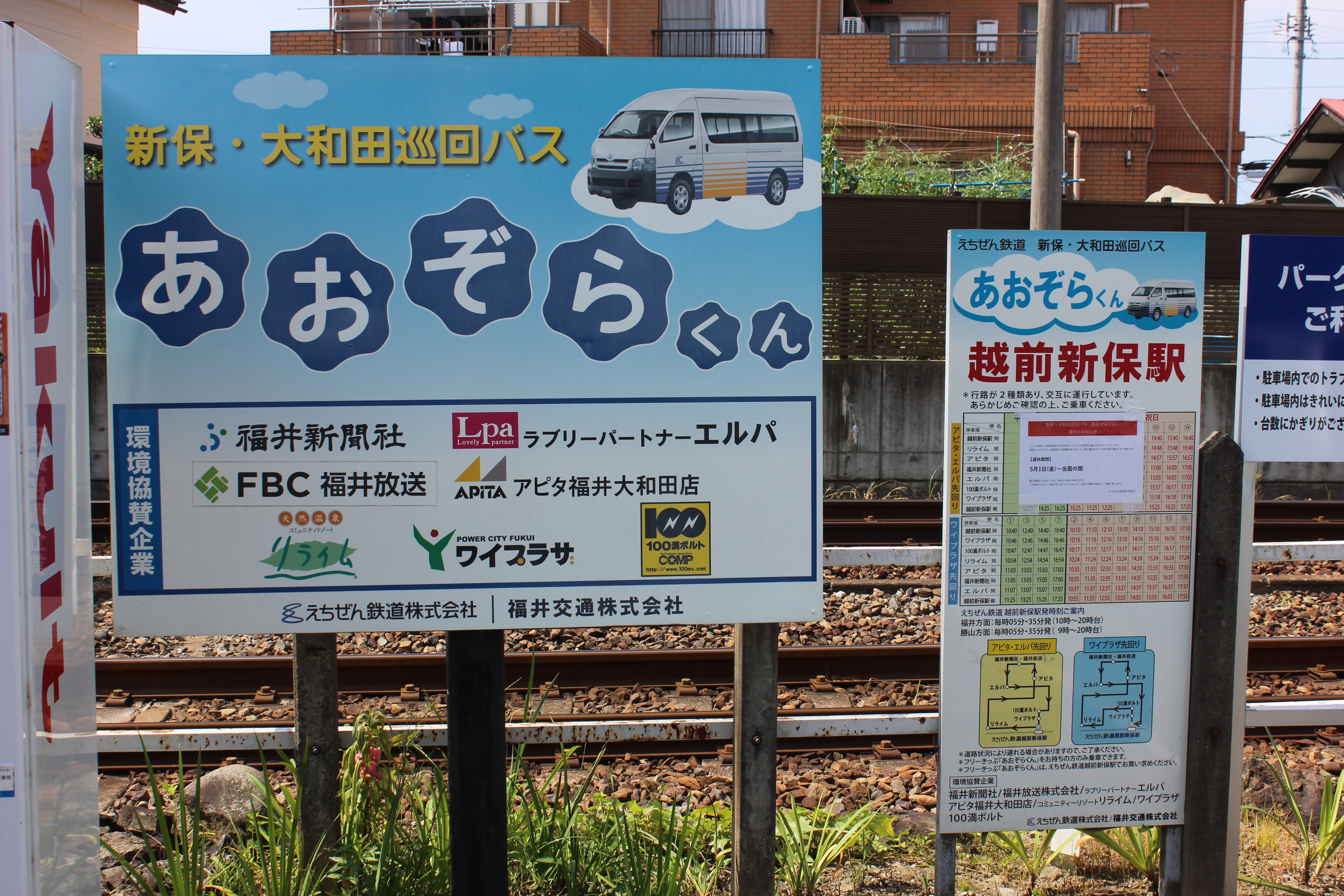
駅前にある「あおぞらくん」のバス停

## 隣の駅
えちぜん鉄道
■勝山永平寺線
□快速（上りのみ）・■普通
越前開発駅 (E4) - 越前新保駅 (E5) - 追分口駅 (E6)